# Rajd Warszawski 1972
10. Międzynarodowy Rajd Warszawski Polskiego Fiata – 10. edycja Rajdu Warszawskiego. Był to rajd samochodowy rozgrywany od 10 do 11 listopada 1972 roku. Była to szósta runda Rajdowych Samochodowych Mistrzostw Polski w roku 1972. Rajd składał się z 18 prób sportowych (16 odcinków specjalnych, 1 próby szybkości górskiej i z 1 próby szybkości płaskiej) o łącznej długości 144 km, oraz 1 próby zwrotności. Został rozegrany na nawierzchni asfaltowej i szutrowej. Zwycięzcą rajdu został Robert Mucha.

## Wyniki końcowe rajdu[1][2]
| Miejsce | Kierowca              | Pilot              | Samochód              | Czas    | Strata | Grupa Klasa |
| ------- | --------------------- | ------------------ | --------------------- | ------- | ------ | ----------- |
| 1       | Robert Mucha          | Ryszard Żyszkowski | Polski Fiat 125p 1500 | 1:23:03 | -      | II/8        |
| 2       | Andrzej Jaroszewicz   | Andrzej Szulc      | Polski Fiat 125p 1500 | 1:24:26 | +1:23  | II/8        |
| 3       | Maciej Stawowiak      | Jan Czyżyk         | Polski Fiat 125p 1500 | 1:25:43 | +2:40  | I/8         |
| 4       | Włodzimierz Markowski | Janusz Wojtyna     | Polski Fiat 125p 1500 | 1:26:58 | +3:55  | I/8         |
| 5       | Marek Trzaskowski     | Piotr Dąbkowski    | Polski Fiat 125p 1500 | 1:29:41 | +6:38  | I/8         |
| 6       | Lelio Lattari         | Jacek Różański     | Alfa Romeo 1750 GTV   | 1:29:56 | +6:53  | I/8         |
| 7       | Marek Varisella       | Janina Jedynakowa  | Polski Fiat 125p 1300 | 1:34:00 | +10:57 | II/7        |
| 8       | Ryszard Nowicki       | Jacek Chmielewski  | Polski Fiat 125p 1500 | 1:40:52 | +17:49 | II/8        |
| 9       | Ireneusz Porada       | Andrzej Lubiak     | Polski Fiat 125p 1300 | 1:50:46 | +27:43 | I/7         |
| 10      | Andrzej Nytko         | Urszula Łoszewska  | Škoda 110 S           | 2:08:21 | +45:18 | II/5-6      |